# أشكال (فلم)
أشكال، فيلم درامي غامض، للمخرج المخرج التونسي يوسف الشابي، وبطولة فاطمة وصايفي ومحمد قريع، فاز الفيلم بجائزة حصان ينينغا الذهبي في الدورة الثامنة والعشرين من مهرجان عموم أفريقيا للسينما والتلفزيون (فيسباكو) في واغادوغو ببوركينا فاسو

## أحداث الفيلم
تدور أحداث الفيلم داخل حي حدائق قرطاج، والذي توقف بناؤه منذ سقوط نظام الرئيس التونسي الأسبق زين العابدين بن علي في تونس، تظهر به عدة جثث لأشخاص محروقين، فتتولى ضابط الشرطة فاطمة وزميلها مسؤولية حل لغز القضية.

## أبطال العمل

### الممثلون
- فاطمة وصايفي
- محمد قريع
- رامي حرابي
- هشام رياحي
- نبيل طرابلسي
- بهري رحالي
- أميمة المحرزي
- غالية جبالي
- أيمن بن حميدة
- عادل منام خميس
- سيلين ياهو أمينان
- فاطمة الفالحي
- إيمان بن درجاح
- أمال الكرّاي
- لطفي تركي

### المؤلفون
- فرانسوا ميشيل أليجريني
- يوسف الشابي